# Maurice Jeanson

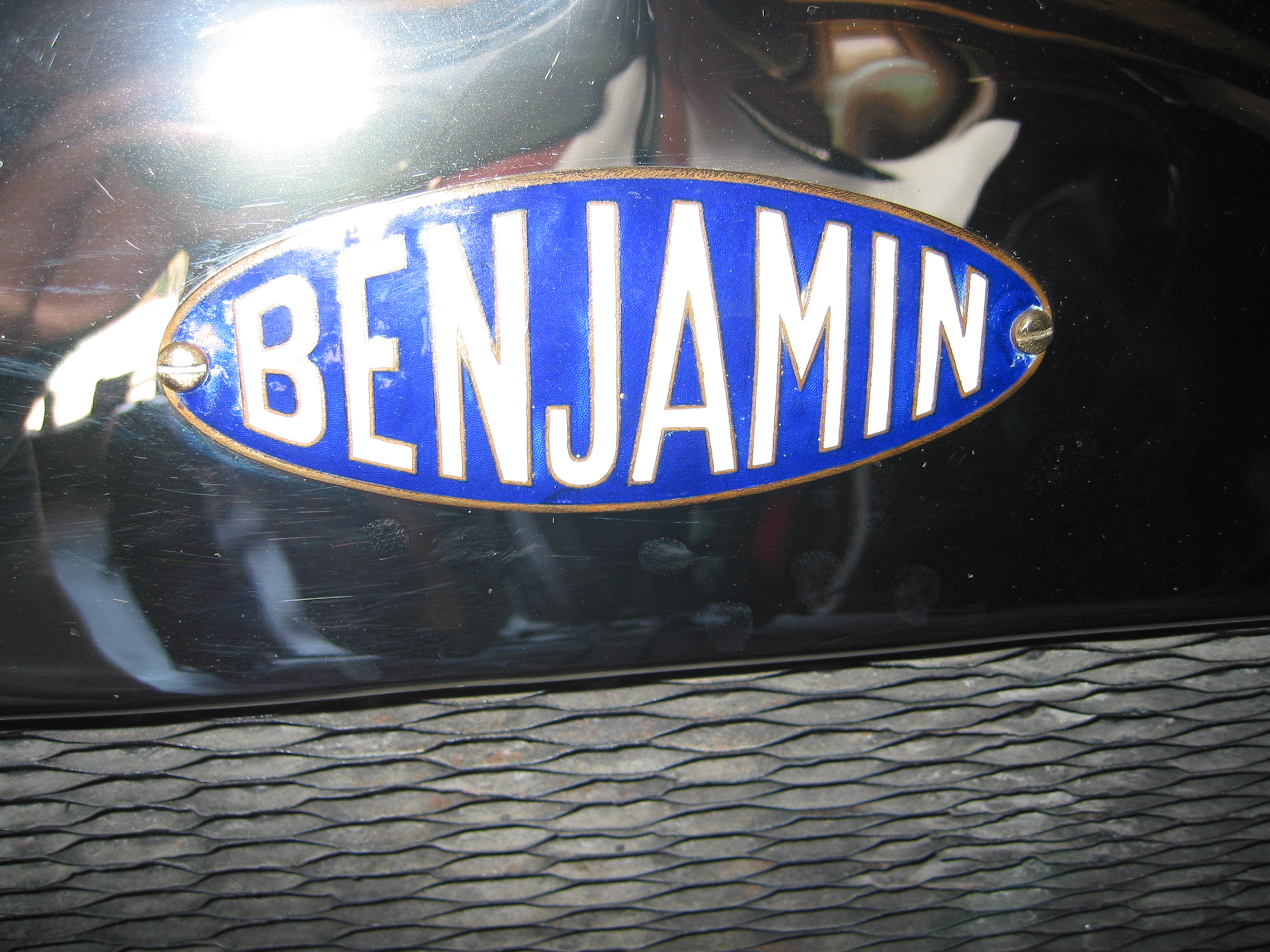
Emblem von Benjamin

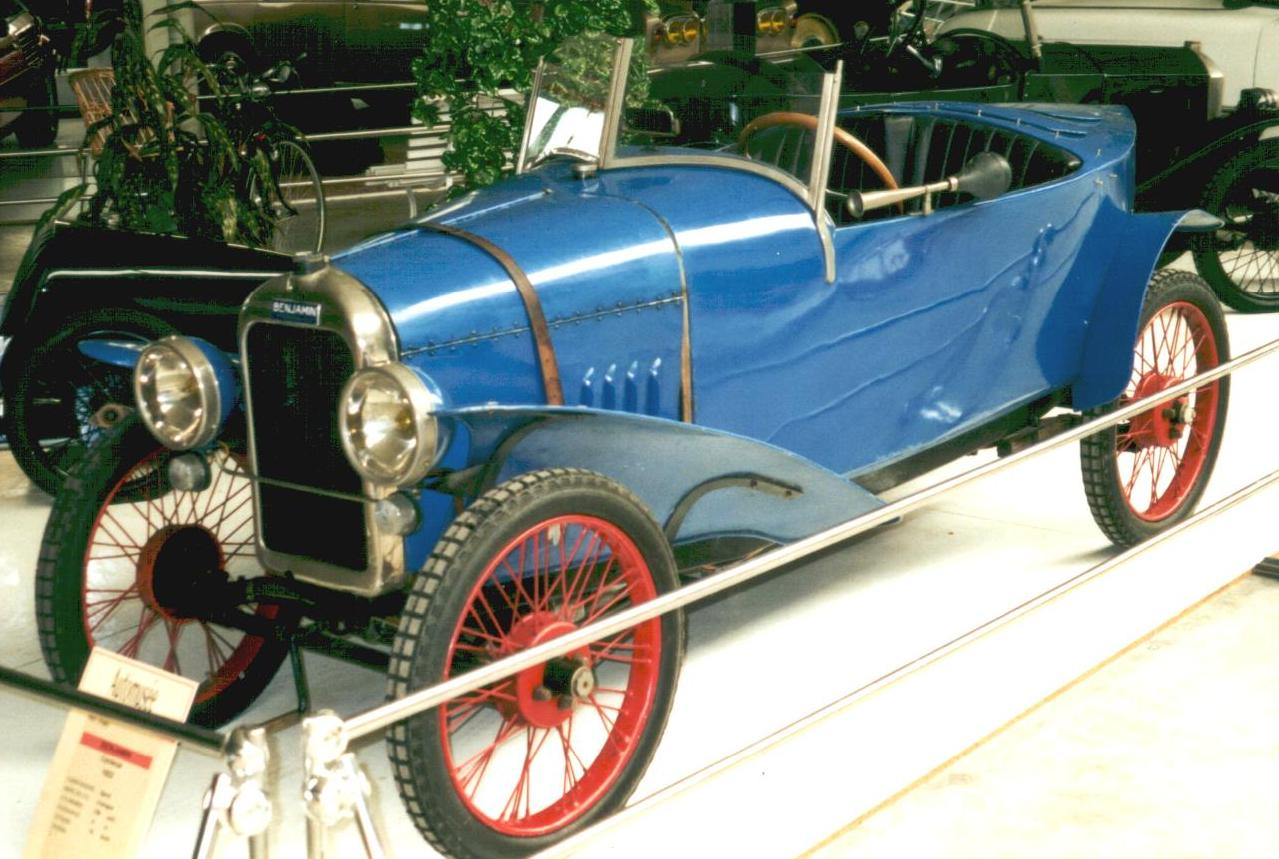
Benjamin von 1922

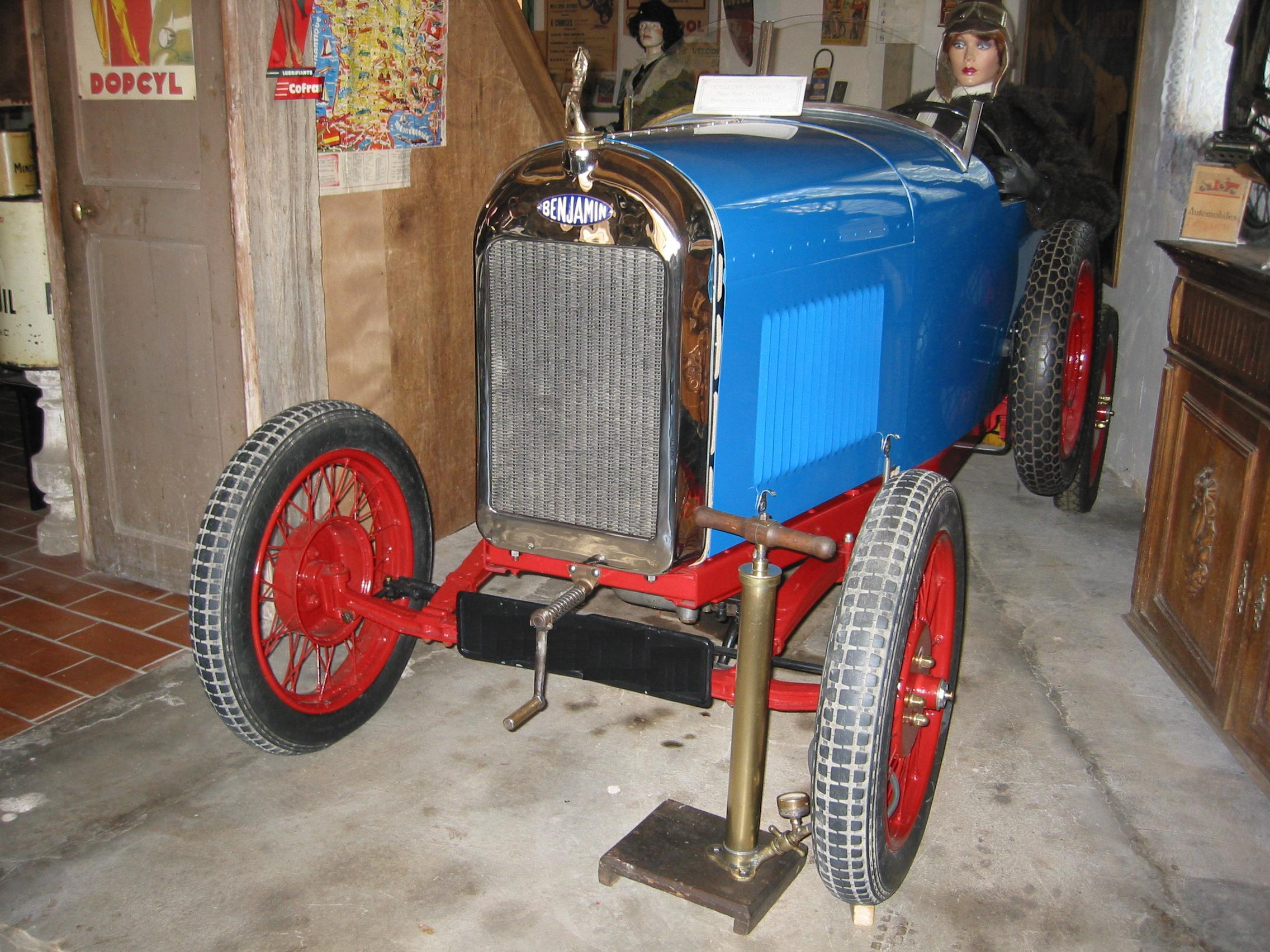
Benjamin von 1924

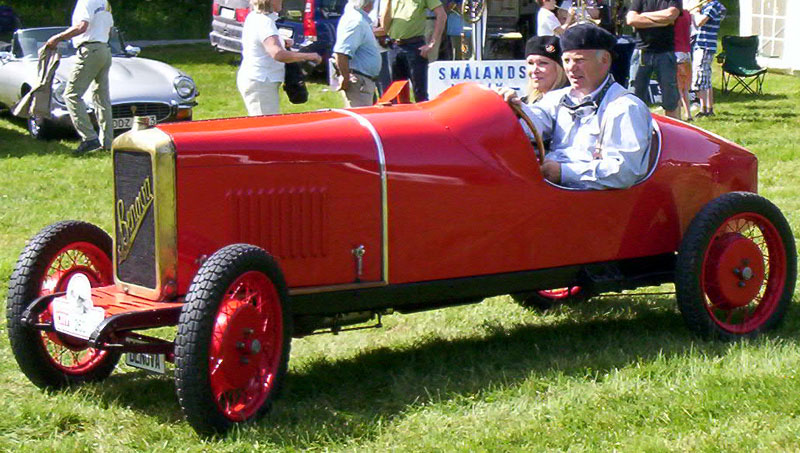
Benova von 1927

Maurice Jeanson war ein französischer Hersteller von Automobilen.

## Unternehmensgeschichte
Das Unternehmen aus Asnières-sur-Seine begann 1921 mit der Produktion von Automobilen. Der Markenname lautete zunächst Benjamin, ab 1927 Benova. 1931 endete die Produktion.

## Fahrzeuge

### Benjamin
Das erste Modell 5 CV besaß einen Vierzylindermotor mit 750 cm³ Hubraum. Aufgrund des geringen Gewichtes von 350 kg wurde dieses Modell als Cyclecar eingestuft.
1924 bestand das Angebot aus den folgenden Modellen:
- AR, Zweizylinder-Zweitaktmotor mit 525 cm³ Hubraum im Heck
- P2, Zweizylinder-Zweitaktmotor mit 750 cm³ Hubraum im Bug
- P3, Dreizylinder-Zweitaktmotor mit 1125 cm³ Hubraum im Bug

1925 bekam das Modell AR einen größeren Motor mit 636 cm³ Hubraum, und die Modelle P2 und P3 erhielten Viertaktmotoren. Ab 1926 wurden Vierzylinder-Viertakt-Einbaumotoren von Chapuis-Dornier mit 930 cm³ und 1035 cm³ Hubraum verwendet.
Fahrzeuge der Marke Benjamin sind mehreren Automuseen zu besichtigen, überwiegend in Frankreich.

### Benova
Ab 1927 wurden die Fahrzeuge unter dem Namen Benova vermarktet. Neben den Vierzylindermodellen wurde zusätzlich ein Modell mit einem Achtzylinder-Reihenmotor von S.C.A.P. mit 1402 cm³ Hubraum produziert, dessen Hubraum 1929 auf 1996 cm³ erhöht wurde.